# Benoît Paire
Benoît Paire (* 8. května 1989 Avignon) je francouzský profesionální tenista. Ve své dosavadní kariéře vyhrál na okruhu ATP Tour tři singlové a jeden deblový turnaj. Na challengerech ATP a okruhu ITF získal dvanáct titulů ve dvouhře a jeden ve čtyřhře.
Na žebříčku ATP byl ve dvouhře nejvýše klasifikován v lednu 2016 na 18. místě a ve čtyřhře pak v listopadu 2021 na 65. místě. Trénuje ho Dave Marshall.

## Týmové soutěže

### Davis Cup
Ve francouzském daviscupovém týmu debutoval v roce 2018 semifinálem Světové skupiny proti Španělsku, v němž vyhrál úvodní dvouhru nad Pablem Carreñem Bustou. Francouzi zvítězili 3:2 na zápasy a následně ve finále podlehli Chorvatsku. Do roku 2020 v soutěži nastoupil ke dvěma mezistátním utkáním s bilancí 1–1 ve dvouhře a 0–0 ve čtyřhře.

### Letní olympijské hry
Francii reprezentoval na Letních olympijských hrách 2016 v Riu de Janeiru. V mužské dvouhře nahradil Richarda Gasqueta, který odstoupil pro poranění zad. V úvodním kole z pozice šestnáctého nasazeného přehrál jediného Čecha v soutěži Lukáše Rosola. Poté však nestačil na Itala Fabia Fogniniho, když neproměnil mečbol. Krátce po prohře mu představitelé francouzského tenisového svazu nařídili okamžité opuštění olympijské vesnice a vyřadili jej z francouzského družstva za „porušování pravidel“ a „nevhodné chování“. Tenista rozhodnutí komentoval: „Teď už vím, jaké to je na olympiádě, a jsem rád, že odjíždím. Byl to dobrý trénink. To ostatní není důležité.“ Později se za své vyjádření omluvil.

### Hopman Cup
Na Hopman Cupu 2015 reprezentoval francouzský tým s Alizé Cornetovou. Po prohře s Velkou Británií porazili Austrálií i Polsko. Ve vyrovnané základní skupině obsadili třetí místo.

## Tenisová kariéra
Premiérové finále na okruhu ATP Tour si zahrál v první polovině sezóny 2012, když se do závěrečné fáze turnaje probojoval na bělehradském Serbian Open, turnaje, který byl součástí kategorie ATP 250. V boji o titul nestačil na Itala Andrease Seppiho ve dvou setech. První titul vybojoval na červencovém Swedish Open 2015 v Båstadu porazil ve finále španělského soupeře Tommyho Robreda. Další dvě trofeje následovaly v sezóně 2019, nejprve na marockém Grand Prix Hassan II 2019 v Marrákeši a o šest týdnů později na antukovém v Lyon Open 2019.
Grandslamovým maximem ve dvouhře je čtvrté kolo, do něhož postoupil shodně na US Open 2015 a ve Wimbledonu 2017. Ve čtyřhře si zahrál po boku Thomaze Bellucciho čtvrtfinále na Australian Open 2013.

## Finále na okruhu ATP Tour
| Legenda                     |
| --------------------------- |
| D – dvouhra; Č – čtyřhra    |
| Grand Slam (0)              |
| Turnaj mistrů (0)           |
| ATP Tour Masters 1000 (0)   |
| ATP Tour 500 (0–1 D)        |
| ATP Tour 250 (3–5 D; 1–2 Č) |

| Tituly dle povrchu    |
| --------------------- |
| tvrdý (0–5 D; 1–1 Č)  |
| antuka (3–1 D; 0–2 Č) |
| tráva (0–0)           |

| Tituly dle místa     |
| -------------------- |
| venku (3–4 D; 1–3 Č) |
| hala (0–2 D)         |

### Dvouhra: 9 (3–6)
| Stav      | č. | datum             | turnaj                       | povrch    | soupeř ve finále      | výsledek                |
| --------- | -- | ----------------- | ---------------------------- | --------- | --------------------- | ----------------------- |
| Finalista | 1. | 6. května 2012    | Bělehrad, Srbsko             | antuka    | Andreas Seppi         | 3–6, 2–6                |
| Finalista | 2. | 10. února 2013    | Montpellier, Francie         | tvrdý (h) | Richard Gasquet       | 2–6, 3–6                |
| Vítěz     | 1. | 26. července 2015 | Båstad, Švédsko              | antuka    | Tommy Robredo         | 7–6(9–7), 6–3           |
| Finalista | 3. | 11. října 2015    | Tokio, Japonsko              | tvrdý     | Stan Wawrinka         | 2–6, 4–6                |
| Finalista | 4. | 24. září 2017     | Mety, Francie                | tvrdý (h) | Peter Gojowczyk       | 5–7, 2–6                |
| Vítěz     | 2. | 14. dubna 2019    | Marrákeš, Maroko             | antuka    | Pablo Andújar         | 6–2, 6–3                |
| Vítěz     | 3. | 25. května 2019   | Lyon, Francie                | antuka    | Félix Auger-Aliassime | 6–4, 6–3                |
| Finalista | 5. | 24. srpna 2019    | Winston-Salem, Spojené státy | tvrdý     | Hubert Hurkacz        | 3–6, 6–3, 3–6           |
| Finalista | 6. | 18. ledna 2020    | Auckland, Nový Zéland        | tvrdý     | Ugo Humbert           | 6–7(2–7), 6–3, 6–7(5–7) |

### Čtyřhra: 4 (1–3)
| Stav      | č. | datum          | turnaj             | povrch | spoluhráč              | soupeři ve finále                  | výsledek         |
| --------- | -- | -------------- | ------------------ | ------ | ---------------------- | ---------------------------------- | ---------------- |
| Vítěz     | 1. | 6. ledna 2013  | Čennaí, Indie      | tvrdý  | Stanislas Wawrinka     | Andre Begemann Martin Emmrich      | 6–2, 6–1         |
| Finalista | 1. | 10. ledna 2016 | Čennaí, Indie      | tvrdý  | Austin Krajicek        | Oliver Marach Fabrice Martin       | 3–6, 5–7         |
| Finalista | 2. | 14. dubna 2018 | Marrákeš, Maroko   | antuka | Édouard Roger-Vasselin | Nikola Mektić Alexander Peya       | 5–7, 6–3, [7–10] |
| Finalista | 3. | 28. února 2021 | Córdoba, Argentina | antuka | Romain Arneodo         | Rafael Matos Felipe Meligeni Alves | 4–6, 1–6         |

## Finále na challengerech ATP a
| Legenda                    |
| -------------------------- |
| Challengery (6–7 D; 0–2 Č) |

### Dvouhra: 13 (6–7)
| Stav      | č. | datum              | turnaj                        | povrch    | soupeř ve finále     | výsledek           |
| --------- | -- | ------------------ | ----------------------------- | --------- | -------------------- | ------------------ |
| Finalista | 1. | 28. června 2010    | Arad, Rumunsko                | antuka    | David Guez           | 3–6, 6–1, 3–6      |
| Finalista | 2. | 16. srpna 2010     | San Sebastian, Španělsko      | antuka    | Albert Ramos-Viñolas | 4–6, 2–6           |
| Finalista | 3. | 28. března 2011    | St. Brieuc, Francie           | antuka    | Maxime Teixeira      | 3–6, 0–6           |
| Vítěz     | 1. | 9. května 2011     | Brašov, Rumunsko              | antuka    | Maxime Teixeira      | 6–4, 3–0skreč      |
| Vítěz     | 2. | 14. listopadu 2011 | Salcburk, Rakousko            | tvrdý (h) | Grega Zemlja         | 6–7(6–8), 6–4, 6–4 |
| Vítěz     | 3. | březen 2013        | Le Gosier, Guadeloupe         | tvrdý     | Serhij Stachovskyj   | 6–4, 5–7, 6–4      |
| Vítěz     | 4. | únor 2015          | Bergamo, Itálie               | tvrdý (h) | Oleksandr Nedověsov  | 6–3, 7–6(7–3)      |
| Finalista | 4. | březen 2015        | Cherbourg, Francie            | tvrdý (h) | Norbert Gombos       | 1–6, 6–7(4–7)      |
| Vítěz     | 5. | březen 2015        | Quimper, Francie              | tvrdý (h) | Grégoire Barrère     | 6–4, 3–6, 6–4      |
| Finalista | 5. | říjen 2015         | Brest, Francie                | tvrdý (h) | Ivan Dodig           | 5–7, 1–6           |
| Vítěz     | 6. | listopad 2015      | Mouilleron le Captif, Francie | tvrdý (h) | Lucas Pouille        | 6–4, 1–6, 7–6(9–7) |
| Finalista | 6. | duben 2017         | Sophia Antipolis, Francie     | antuka    | Aljaž Bedene         | 2–6, 2–6           |
| Finalista | 7. | březen 2019        | Marbella, Španělsko           | antuka    | Pablo Andújar        | 6–4, 6–7(6–8), 4–6 |

### Čtyřhra: 2 (0–2)
| Stav      | č. | datum         | turnaj            | povrch | spoluhráč    | soupeři ve finále                         | výsledek      |
| --------- | -- | ------------- | ----------------- | ------ | ------------ | ----------------------------------------- | ------------- |
| Finalista | 1. | červenec 2011 | Orbetello, Itálie | antuka | Romain Jouan | Julian Knowle Igor Zelenay                | 1–6, 6–7(2–7) |
| Finalista | 2. | září 2011     | Brašov, Rumunsko  | antuka | Dušan Lojda  | Victor-Mugurel Anagnastopol Florin Mergea | 2–6, 3–6      |